# Francisco Barbosa
Francisco de Souza Barbosa Junior, ou simplesmente Francisco Barbosa (Juiz de Fora, 19 de março de 1958) é um radialista e dublador brasileiro.

## Carreira profissional
Profissionalmente, Francisco Barbosa, já esteve em várias cidades, atuando em diferentes rádios, tais como: Rádio Cidade, Rádio Nacional, Rádio Del Rey, Sistema Globo de Rádio, Rádio Tupi e Rádio Sul Fluminense.
Começou a trabalhar no rádio ainda na cidade de Juiz de Fora, onde nasceu, em 1973, pela Rádio Difusora de Minas, posteriormente iria para Rádio Sociedade. Em 1981 iria para o Rio de Janeiro, quando foi contratado pela Rádio Cidade. Em 1983, vai para a então Rádio Del Rey, renomeada para Rádio Alvorada FM. Ainda seria locutor da Estácio FM e RPC FM.
Francisco Barbosa, além de trabalhar no rádio, atuou como dublador  entre 1977 e 1985. Marcio Seixas foi o responsável por colocar Barbosa para trabalhar nos estúdios da Herbert Richers (estúdio). Sua voz se tornou mais conhecida quando interpretou o ThunderCats Tygra para a dublagem em português-brasileiro desta série de animação, posteriormente Barbosa foi substituído por Ricardo Juarez nas novas versões de Tygra. Já pela Rede Manchete, cobriu para a televisão, bailes carnaval do Rio de Janeiro, na função de repórter. Apresentou telejornais para a TVS e TV Rio.
Francisco Barbosa depois iria para a Rádio Globo onde ficaria por cerca de 18 anos, trabalhando inicialmente na frequência FM e, posteriormente, em 1986 iria para a frequência AM da mesma emissora, onde substituiria ocasionalmente Paulo Giovanni e Haroldo de Andrade; e em 1988 Barbosa ganharia um programa próprio e se tornaria um radialista de renome nacional. Nele, o quadro apresentado pelo professor Marcos Ribeiro, com o título "Sexo sem Mistério", levado ao ar durante o período de 1992 a 1999, seria um dos destaques
Troca a Rádio Globo pela Rádio Carioca em 2000. Seria contratado pela Rádio Tupi, em 2001, e se notabilizaria pela cobertura ao vivo que fez dos Atentados terroristas do 11 de setembro de 2001, nos Estados Unidos. Em 2002 retorna para Rádio Globo, onde ficaria até 2005.
Sendo demitido da Rádio Globo, Francisco Barbosa, mais uma vez, volta para Rádio Tupi, em 2006, onde através de seu programa nesta emissora, Barbosa receberia por duas vezes seguidas o Prêmio Escola de Rádio, em 2009 e em 2010, como melhor comunicador do rádio carioca. Ficaria nesta emissora por 10 anos. Comandou seu programa nas manhãs Super Rádio Tupi e desde o final das eleições, passou a ser aos domingos e Haroldo de Andrade Jr. (Que fazia o horário no domingo) passou a fazer o programa de segunda a sábado.[carece de fontes?] Em 2006, foi assaltado em Manguinhos, junto com seu colega de profissão, Clóvis Monteiro.
Barbosa envolveu-se com a política. Em 2000foi eleito vereador pela cidade do Rio de Janeiro. Depois seria candidato a Deputado Federal nas eleições 2014 pelo PSD/RJ, e obteve 23.807 (0,31%) dos votos, porém não se elegeu.
Em 2016 Francisco Barbosa foi dispensado da Rádio Tupi, junto com outros profissionais da emissora (o locutor Jota Santiago, o apresentador Coelho Lima, o veterano Sergio Américo, o repórter Pedro Costa, o comentarista Eugênio Leal, o premiado produtor Ricardo Alexandre, o plantonista Vinícius Gama, Glória Britho, os repórteres Lívia Bonard e Carlos Arcanjo, o produtor Bruno Giacobbo e o comunicador Jimy Raw.)
Uma vez tendo sido desligado da Tupi, em abril de 2016, passou a comandar um programa para a Rádio Sul Fluminense (96,5 FM e 1.390 AM), para a região formada pelas cidades de Volta Redonda, Barra Mansa e vizinhança, no sul do estado do Rio de Janeiro, ao lado dos comunicadores Rafael de Moura, Felipe Castro e Allysson Costa.
Retornaria a Rádio Tupi em 13 de março de 2017, com o “Programa Francisco Barbosa”, de 10h às 12h, logo após o então programa “Fala Garotinho”, que era apresentado pelo político Anthony Garotinho. Atualmente Barbosa apresenta seu programa das 11h ao meio-dia, logo após o programa da jornalista Isabele Benito.